# Lago Pontchartrain
El lago Pontchartrain (pronunciación en inglés: /ˈpɒnt͡ʃətreɪn/, pronunciación en francés: /lak pɔ̃ʃaʁtʁɛ̃/ (escucharⓘ)) es un lago de agua salobre localizado al sudeste de Luisiana. Es el segundo lago de agua salada más grande de los Estados Unidos, después del Gran Lago Salado, en Utah, y es también el lago más grande del estado de Luisiana.

## Geografía
El lago Pontchartrain es de forma oval tiene 64,4 kilómetros de costa a costa (este a oeste) y 38,6 km de norte a sur. La orilla del sur del lago forma el límite norteño de la ciudad de Nueva Orleans. En la orilla del norte del lago están las ciudades de Mandeville y de Madisonville; al noreste del lago está la ciudad de Slidell. El lago Maurepas conecta por el oeste con el lago Pontchartrain, a través del paso Manchac; con el este, el estrecho de Rigoleto conecta con el lago Borgne, que alternadamente conecta con el golfo de México.

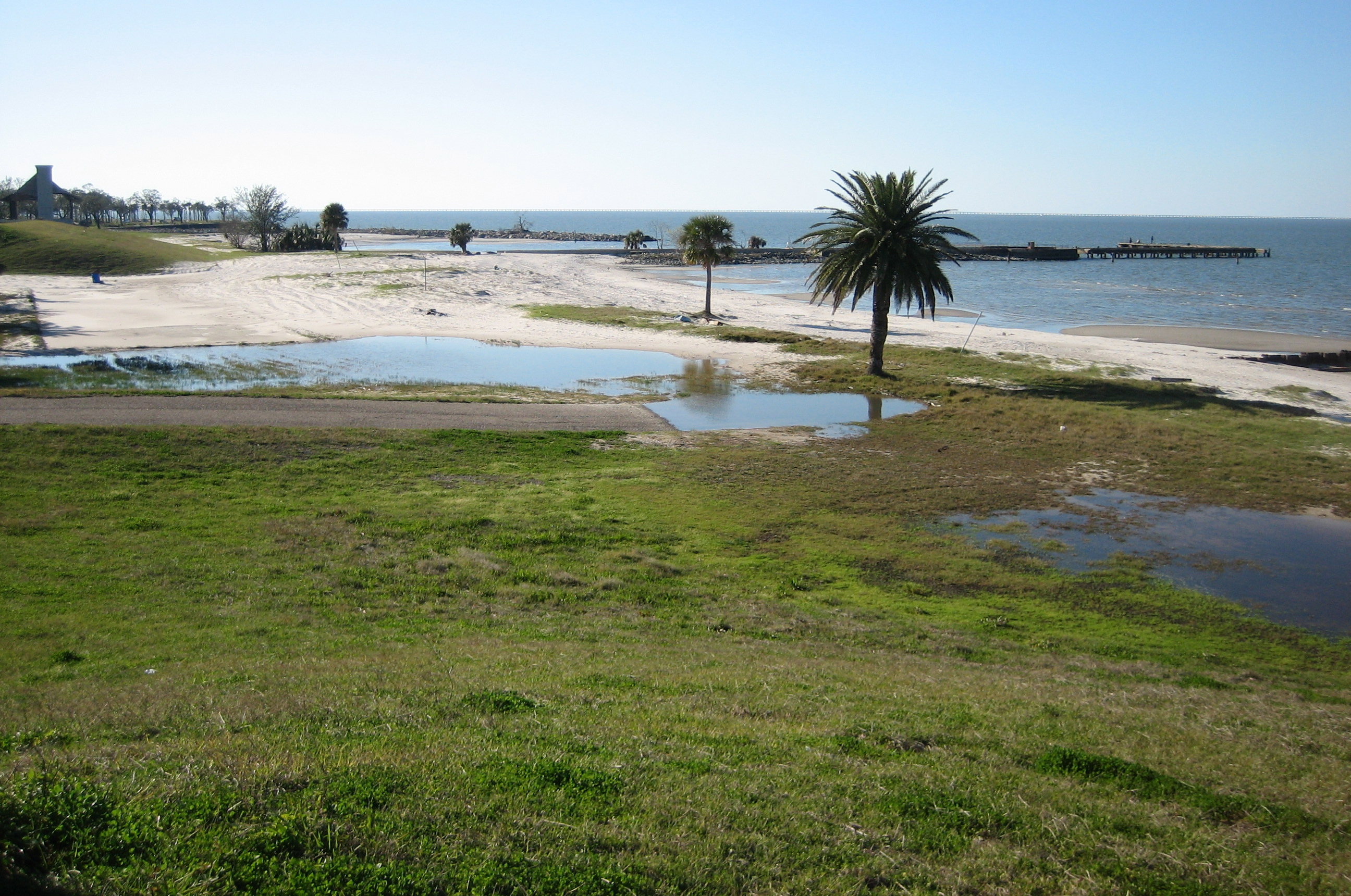
Vista de Pontchartrain Beach

El lago es muy ancho, pero la mayor parte no es especialmente profunda, en promedio tiene de 3,65 a 4,25 m de profundidad. Algunos canales de navegación han sido dragados a una mayor profundidad. Geológicamente el lago tiene la característica de ser de reciente creación; esto se cree por haber sido formado debido a los cambios naturales en el curso del río Misisipi ocurridos en el plazo de los últimos 5000 años.
La ciudad de Nueva Orleans fue establecida en un puerto nativo americano, entre el río Misisipi y el lago Pontchartrain. En los años 1920 el llamado "canal industrial", al este de Nueva Orleans, proporcionó una conexión navegable directa entre el río y el lago. La calzada del lago Pontchartrain, que cruza el lago de norte a sur, fue construida entre los años 1950 y 1960 y conecta Nueva Orleans con Mandeville. Con 38,6 km sobre el agua, en 2010 era el 3º puente más largo del mundo.

### Huracanes
Durante la presencia de un huracán se pueden originar marejadas en el lago, tal y como sucede también en otros lagos grandes, como por ejemplo el lago Okeechobee, en Florida. Por lo tanto, se han construido diques para proteger la ciudad de Nueva Orleans, la mayoría de la cual está realmente debajo de nivel del lago. Estos diques se han construido hasta ahora para resistir solamente los huracanes moderados. Además de la marejada del lago, hay que añadir la propia proveniente del golfo de México, complicando considerablemente el problema. Esto se considera el peor panorama para la ciudad, porque una tormenta que se acercara del sur primero crearía una marejada en el lago, y después llegaría a la ciudad. La mayoría de los diques fueron construidos después de 1965, cuando el huracán Betsy dejó gran parte de la ciudad bajo las aguas del lago durante semanas.
Cuando el huracán Katrina en el año 2005 alcanzó la categoría de intensidad 5, algunos expertos predijeron que el sistema de diques (levee system) podría fallar completamente si la tormenta se mantenía con esa fuerza y pasaba muy cerca de la ciudad. A pesar de que el Katrina se debilitó y pasó a ser un huracán de categoría 4 antes de tocar tierra el 29 de agosto de 2005, los diques sufrieron roturas múltiples y al día siguiente fueron rebasados en algunos lugares, inundando la totalidad de la ciudad de Nueva Orleans y creando el desastre natural más grande en la historia de los Estados Unidos, dejando miles de muertos, desaparecidos y pérdidas materiales de miles de millones de dólares.

## Historia
El nombre del lago en lenguaje nativo era Okwata («Agua Ancha»). En 1699 el explorador francés Pierre Le Moyne d'Iberville, lo renombró como "Pontchartrain" en honor al conde de Pontchartrain, que fue ministro de Marina y canciller de Francia bajo el mandato de Luis XIV. El arquitecto del puente es desconocido, lo que sí se sabe es quien nombró el puente, que, casualmente, fue el mismo Le Moyne.